# ふぞろいのイレブン
『ふぞろいのイレブン』は、1993年に関西テレビ・阪急ドラマシリーズ枠で放送された日本のテレビドラマ。
Jリーグ発足、開幕直後に放送された。そのため、当時在籍していたガンバ大阪の選手がゲスト出演することもあった。

## あらすじ
少年サッカーチームが多数存在する大阪府豊中市。主人公の純生はレギュラーだった名門チーム・FCカイザーを飛び出し、友人ショネショネとともに新たなサッカーチームを結成しようとする。しかし、集まってくるのは本当に「ふぞろい」のメンバーで、男子欠員のために女子を交えたサッカーチームとなる。マネージャーを迎え新たに結成されたチーム「オスカルズ」は、チーム内の友情・恋愛や男子禁制の大会参加でのドタバタ、トラブルを乗り越えて「勝利至上主義ではない楽しむためのサッカー」を体験することになる。

## キャスト
- 純生 - 佐藤広純
- 15円 - 藤田香織
- ショネショネ - 福田賢二
- モリシン - 竜巳新兵衛
- 坂田千佳 - 井上謹代
- ヨーコ - 阿波根美和
- 和尚 - 小谷豪純
- マシュマロ - 新海秀樹
- ミルキー - 細見勇樹
- トレンド - 山中康弘
- 東大 - 池内俊介
- シャーク - 松本真一
- 渡辺 - 車和也
- 工藤 - 本田智一
- 庄司 - 南洋平
- 山上 - 池田優樹
- 小田 - 大野善博
- 和尚の父 - キラー・カーン
- 和尚の母 - 志乃原良子
- ミルキーの母 - 田中恵理
- 八神監督 - 清水圭
- 吉田先生 - 山本竜二
- 坂田先生 - 結城哲也
- 坂田愛子 - 今いくよ

## スタッフ
- 監督：福岡芳穂
- プロデューサー：田中猛彦（関西テレビ）、三浦紘（宝塚映像）
- 企画：山田剛（関西テレビ）
- 脚本：寺田敏雄
- 主題歌：ピーター&ゴードン「愛なき世界」（原題：A World Without Love）

## 放送リスト
- 第1話
- 第2話
- 第3話
- 第4話
- 第5話
- 第6話
- 第7話
- 第8話
- 第9話
- 第10話
- 第11話
- 最終話

## 放送局
| 放送期間               | 放送時間                          | 放送局     | 対象地域   | 備考   |
| ---------------------- | --------------------------------- | ---------- | ---------- | ------ |
| 1993年                 | 金曜 19:00 - 19:30                | 関西テレビ | 近畿広域圏 | 制作局 |
| 1993年8月8日 - 9月26日 | 日曜 5:30 - 6:00 日曜 5:10 - 5:40 | フジテレビ | 関東広域圏 |        |